# Notizie da prima pagina
Notizie da prima pagina (Spirou et Fantasio) è una serie televisiva a cartoni animati prodotta da TF1, Dupuis Audiovisuel, Ciné-Groupe e Astral Media e ispirata al fumetto francese Spirou et Fantasio (i cui protagonisti abitano nello stato immaginario della Repubblica di Palombia). Un'ulteriore serie divisa in due stagioni fu trasmessa dal 3 settembre 2006 al gennaio 2009, quest'ultima è inedita in Italia.
In Italia i primi 52 episodi furono trasmessi dal 1997 su Italia 1.

## Doppiaggio
| Personaggio   | Doppiatore italiano |
| ------------- | ------------------- |
| Spirou        | Patrizio Prata      |
| Fantasio      | Pietro Ubaldi       |
| Champignac    | Enrico Bertorelli   |
| Don Cortizone | Giovanni Battezzato |
| Smilzetta     | Emanuela Pacotto    |

## Episodi

### Prima stagione
1. Aventure en Australie
2. Qui arrêtera Cyanure?
3. Le Mystère de la bio-bulle
4. Virus
5. L'Île aux pirates
6. Spirou dans la course
7. L'Horloger de la comète
8. Un amour de Cyanure
9. La Croix d'Isis
10. Fossilandia
11. La Vallée des bannis
12. Le Trésor de Vito
13. La Forêt perdue
14. Le yéti se rebiffe
15. Vito la chance
16. Capricieuse Pénélope
17. Les Jouets de Cyanure
18. Le Prince de Mandarine
19. L'Étrange docteur Dean
20. La Vengeance des statues
21. Le Train
22. L'Île du joueur fou
23. Micmac à Champignac
24. Le Bal des éléphants
25. La Forteresse de l'oubli
26. Le Mangeur d'ondes

### Seconda stagione
1. L'Or des Champignac
2. Le Chevalier au dragon
3. Les Disparus de Mesa-Diablo
4. Tabou à Uhuvéha
5. Opération trèfle vert
6. L'Énigme du Machtou Taychou
7. Le Temple fantôme
8. Les Larmes de l'opossum
9. Les Orgues de glace
10. La 5 main de Pâhtândjâhvel
11. Mission Mycomousse
12. La bio-bulle ne répond plus
13. Privé de désert
14. Vito la déveine
15. L'Incroyable Burp
16. Alerte aux étoiles bleues
17. Panique chez les Nippons
18. L'Ambre d'or des Kézacos
19. Le Monstre du Kanvala Bobo
20. La Mémoire des Skamotes
21. Sortilège sur Champignac
22. Le Rayon noir
23. Opération saute-moutons
24. Cédez à Cidée
25. Série noire pour toiles blanches
26. Les Évadés d'Al Trépass

### Terza stagione
1. L'Île de Zorglub 1
2. L'Île de Zorglub 2
3. Légende glacée
4. L'Arche de Zorglub
5. Vengeance de samouraï
6. Robert le robot
7. Le 3e Composant
8. Formez le cercle
9. Spip ne répond plus
10. Enfer vert
11. Hibernator
12. Un monstre de toute beauté
13. La Revanche de Zorglub
14. Le ciel est tombé sur nos têtes
15. L'École des petits génies
16. Fantasio fait des étincelles
17. La taille fait la différence
18. Cure de jouvence
19. La Clé d'Uhr
20. Shamash
21. Trou bleu
22. Super paparazzi
23. L'Armée des ombres
24. Zaoki décroche la Lune
25. In vivo
26. Zorglub ne tourne pas rond